# راتلیف سیتی (اکلاهما)
راتلیف سیتی(به انگلیسی: Ratliff City) شهری در ایالت اکلاهما کشور ایالات متحده آمریکا است که جمعیت آن در سرشماری سال ۲۰۱۰ میلادی، ۱۲۰ نفر بوده‌است.